# 伊号第六潜水艦
伊号第六潜水艦 （いごうだいろくせんすいかん）は、大日本帝国海軍の潜水艦。法令上は伊一型潜水艦の6番艦。艦型名は巡潜型、あるいは巡潜二型とされた時期もあった。

## 概要
ロンドン軍縮条約下に計画された①計画で建造された潜水艦で、伊1型の改良型である。排水量は大きく変わらないが水上速力向上のため船図が変更されるなど船体に改良が加えられた。高角砲は後部甲板に射出機を設置するため1門に減らされ、代わりに機銃は13mm1挺と強化された。魚雷は17本に減っている。
航空兵装は伊5とほぼ同様で艦後部に格納筒と射出機1基を新造時から装備した。この後甲板から後方に水上機を射出する方式は射出時に後進の必要があり、実用性に問題があったのではないか、という指摘もある。開戦時搭乗員は配置されておらず、伊5と同様に射出機撤去の可能性もある。
主機は艦本式ディーゼルを潜水艦として初めて採用した。また熱帯地方での行動を考慮していたと言われている。

## 艦歴

### 開戦まで
1931年（昭和6年）の1931年度艦艇補充計画（①計画）で建造が計画された。1932年10月14日、川崎重工業神戸造船所で起工、1934年3月31日に進水する。8月25日、公試で21.3ノットを記録。1935年5月15日に竣工した。竣工と同時に横須賀鎮守府となり、第一艦隊第1潜水戦隊第8潜水隊に編入される。
8月1日1427、伊勢湾付近で潜航中、駆逐艦暁と衝突し、潜望鏡を損傷する。そのため、急遽横須賀に移動して修理を受ける。11月15日、第8潜水隊は横須賀鎮守府部隊隷下となる。
1936年7月、九六式小型水上機を試験的に搭載する。12月1日、第8潜水隊は第一艦隊第1潜水戦隊隷下となる。
1937年8月21日、伊6は伊1、伊2、伊3、伊4、伊5、戦艦長門、陸奥、榛名、霧島、軽巡洋艦五十鈴と共に多度津港を出港し、長江河口沿岸で23日まで作戦行動を行う。
1939年11月15日、第8潜水隊は横須賀鎮守府部隊隷下となる。
1940年、水上機を降ろし、搭乗員の配置がなくなる。この時、伊5と同様に射出機撤去と艦橋構造物の延長、96式25mm連装機銃1基を艦橋構造物上に搭載した可能性もある。11月15日、第8潜水隊は潜水母艦長鯨、第7潜水隊、伊7と共に第六艦隊第2潜水戦隊指揮下となる。これは、先代の第2潜水戦隊が1939年11月15日付で第3潜水戦隊に改名して以来、2代目となる。

### サラトガ撃破
太平洋戦争開戦時には第六艦隊第2潜水戦隊第8潜水隊に所属。1941年11月16日、伊6は横須賀を出港。真珠湾攻撃ではモロカイ島北方海域に配備された。9日0840、カウアイ海峡で、北東へ20ノットで航行中のレキシントン級空母と重巡2隻、駆逐艦若干からなる機動部隊を視認する。同日、オアフ島南方沖に移動するよう命令を受ける。その後、魚雷の検査中の事故により魚雷員1名が負傷し、魚雷発射管1基が故障する。27日、負傷していた魚雷員が敗血症により死亡し、水葬に付した。1942年1月9日、伊18が発見した米空母レキシントンの捜索に向かい、その後ジョンストン島北東沖合に移動する。翌10日、5回ほど米軍機の哨戒機を発見。11日1841、ジョンストン島北東270浬地点付近を浮上して哨戒中、米駆逐艦1隻を発見して急速潜航する。まもなく、レキシントン級空母1、重巡1、駆逐艦若干で、南東へ航行中の機動部隊を発見する。これは、空母エンタープライズと合流するべく、15ノットで航行中の米空母サラトガをはじめとする第14任務部隊だった。伊6は4200mの距離から、3本の魚雷を3秒間隔で発射。うち1本がサラトガの左舷中央部に命中。命中によりボイラー室3つが満水となり、機関兵6名が戦死した。命中直後、サラトガは一旦急速に右舷に傾き、次いで左舷に傾いた。サラトガの浸水量は1100トンとされた。7分後、護衛の駆逐艦が爆雷攻撃を行うが、伊6は深度100mまで潜航してこれを回避する。伊6では2回の大きな爆発音、続いて断続的に小さな爆発音を聴取。これは船体破壊音であろうと判断した。2200、伊6は浮上し、レキシントン級空母1隻を撃沈したと報告した。実際には、サラトガは16ノットで真珠湾へと戻り、修理のため6ヶ月間戦線を離れた。
12日、哨戒海域を離れた伊6は、22日にクェゼリンに到着。この時、燃料残量は800リットルであった。24日、クェゼリンを出港し、2月2日に横須賀に到着して整備を受ける。

### インド洋での行動
2月14日、伊6は横須賀を出港し、22日にスターリング湾に到着。23日0700、スターリング湾を出港する。24日1230、ティモール島西方沖を伊5と共に浮上航走中、アンボンから飛び立った九八式陸上偵察機と直援の第三航空隊所属の零式艦上戦闘機9機を視認する。零戦隊は伊5と伊6を蘭潜水艦と誤認し、機銃掃射を複数回してきた。このため伊6は潜航してこれを回避する。8日、伊6はペナンに到着した。26日、インド洋へ向けペナンを出港する。31日1635、モルディブ諸島北端ハーアリフ環礁付近で航行中の敵商船を発見する。しかし、魚雷発射直前になって相手がアッドゥを出港して航行中の豪病院船ヴィータ(Vita、4,691トン)であることがわかったため、攻撃は中止された。4月2日午後、北緯15度58分 東経68度24分 / 北緯15.967度 東経68.400度のボンベイ南西300浬地点付近で、一般貨物3655トン、爆発物1027トンを積んでリヴァプールからコーチンへ向かっていた英貨物船クラン・ロス(Clan Ross、5,897トン)を発見して潜航。1500mの距離から魚雷2本を発射し、1本が左舷中央部に命中する。1414、クラン・ロスは船尾から沈没した。伊6は浮上し、生存者を尋問した後ビスケットを与え、ボンベイに向かうよう指示して解放した。また、出発前に非番の乗員達が後甲板に並び、生存者に対して｢ボン・ヴォヤージュ｣と言って敬礼をした。7日1900、北緯19度44分 東経68度28分 / 北緯19.733度 東経68.467度のボンベイ西方沖で、移動準備中の伊6は、弾薬を含む5100トンの貨物を乗せてボンベイからバスラに向かっていた英貨物船バハダール(Bahadur、5,424トン)を発見し、潜航した後魚雷2本を発射する。しかし、雷跡を発見され、右に転舵を切った上全速航行に移ったため命中せず、艦尾から魚雷2本を発射するもこれも命中しなかった。このため、浮上して追跡をしながら6000mの距離で砲撃を開始。しかし、1発目を射撃した後の空薬莢の排出に失敗して故障したため、再度潜航。これを見たバハダールは攻撃を諦めたと判断して速度を落とした。伊6はバハダールに近づき、魚雷2本を発射。魚雷は両方ともバハダールの左舷に命中し、2220にバハダールは船尾から沈没した。10日、ボンベイ南西300浬地点付近で帆船(150トン)2隻を発見し、浮上砲戦により2隻とも撃沈した。17日、伊6はシンガポールに到着。21日、シンガポールを出港し、5月1日に横須賀に到着して修理を受ける。

### アリューシャン攻略
6月20日、伊5は、アリューシャン攻略作戦の支援を行うべく横須賀を出港。7月29日、東港海軍航空隊所属の九七式飛行艇がアトカ島を偵察し、ナザン湾に米水上機母艦1隻が停泊中であることを報告してきたため、伊6は攻撃に向かうも、見つけることはできなかった。その後キスカ島に到着する。8月7日、重巡インディアナポリスをはじめとする米艦隊がキスカ島の砲撃を行った。停泊中の伊6は一旦潜航してこれを回避した後、上陸中の乗員を呼び戻してから米艦隊を8日夜まで追跡。その後再度キスカに戻った。17日、キスカを出港。23日に横須賀に戻り、大発を搭載可能なように改装がされる。帰投中の20日、第2潜水戦隊の解隊と同時に第8潜水隊も解隊され、伊6は第六艦隊第7潜水隊に編入された。

### 機雷敷設・輸送任務
1943年2月16日、伊6は大発1隻を乗せて横須賀を出港し、23日1015にトラック島に到着。26日には特設潜水母艦日枝丸(日本郵船、11,621トン)から弾薬と燃料の補給を受け、大発を降ろした。28日に公試を行った後、3月2日にトラックを出港。11日1200、ブリスベン北東60浬地点に到着し、1715に10,000トン級輸送船を発見し、1844に魚雷2本を発射するも、命中しなかった。12日、モートン湾周辺を偵察。13日1850から1914にかけて、ブライビー島北方海域にTM型磁気機雷9個を敷設。14日からはノースストラドブローク島とフレーザー島との間の海域を哨戒する。17日1430、サンディー岬南東沖で、輸送船2隻で編成されたBT44船団を発見。1507、米リバティ船チャールズ・C・ジョーンズ(Charles C. Jones、7,174トン)へ魚雷2本を発射。4分後、魚雷はチャールズ・C・ジョーンズのわずか20m後方を通過した。チャールズ・C・ジョーンズと米リバティ船ジョセフ・ホルト(Joseph Holt、7,174トン)の砲撃により、護衛の豪コルベット、ジンピーが対潜掃討を開始。さらにアブロ アンソンが合流して来たものの、損害をうけずに離脱に成功する。2022、浮上して状況報告を行うも、これを傍受していた米軍により哨戒機2機が18日日没ごろまで伊6を捜索するも、発見はされなかった。27日0730、ラバウルに到着。4月1日、第7潜水隊は第五艦隊指揮下となる。
2日、伊6は兵器及び弾薬、計3.3トン、衣類22トン、食糧15.4トンを詰めたドラム缶77個、便乗者30名を乗せてラバウルを出港。5日、ラエに到着して大発に輸送物資及び便乗者を下ろし、歩兵第41連隊軍旗と兵士4名を含む便乗者29名を乗せて出港。直後に米魚雷艇に発見されるが、急速潜航により退避する。7日にラバウルに到着し、便乗者を下ろした。
帰還後、伊6は兵器及び弾薬、計4トン、衣類17トン、輸送物資を詰めたドラム缶77個と便乗者28名を乗せてラバウルを出港し、11日にラエに到着。輸送物資と便乗者を降ろし、かわりに便乗者42名を乗せて出港し、ラバウルに戻った。到着後、兵器及び弾薬、計4.4トン、衣類19トン、食糧を詰めたドラム缶77個と便乗者26名を乗せてラバウルを出港し、17日にラエに到着。輸送物資と便乗者を降ろし、かわりに便乗者39名を乗せて出港する。出港後、米魚雷艇若干を発見し、潜航退避した後、ラバウルに戻った。
到着後、弾薬1トン、衣類16トン、食糧16トンを詰めたドラム缶多数と便乗者20名を乗せてラバウルを出港し、24日にラエに到着。輸送物資と便乗者を降ろし、かわりに便乗者42名を乗せて出港し、ラバウルに戻った。到着後、兵器及び弾薬、計3トン、衣類19トン、食糧1トンを詰めたドラム缶多数と便乗者30名を乗せてラバウルを出港し、30日にラエに到着。輸送物資と便乗者を降ろし、かわりに便乗者42名を乗せて出港する。ラエ沖5浬地点付近で、夕方ごろ、米魚雷艇若干を発見し、1時間ほど退避した後、ラバウルに戻った。
到着後、兵器2.8トン、砲弾4トン、衣類13トン、輸送物資を詰めたドラム缶77個と便乗者10名を乗せてラバウルを出港し、5月7日にラエに到着。輸送物資と便乗者を降ろし、かわりに便乗者12名を乗せて出港し、ラバウルに戻った。到着後、兵器11.5トン、弾薬5トン、食糧9トンを詰めたドラム缶多数と便乗者10名を乗せてラバウルを出港し、13日にラエに到着。輸送物資と便乗者を降ろし、かわりに便乗者4名を乗せて出港する。出港後、ラエ沖5浬地点付近で、米魚雷艇PT-150、PT-152の2隻に発見される。12ノットで浮上航走する伊6に対し、2隻は5400mの距離から魚雷2本ずつを発射。しかし、伊6が停止したため、魚雷はすべて伊6の前方を通過した。2隻は3600mまで近寄り、PT-150が魚雷1本を発射。しかし、伊6が航行を開始したため、魚雷は伊6の後方を通過した。2隻は伊6を追い越した後、再度発射体勢をとるが、伊6が急速潜航したため徒労に終わった。停止した2隻に対し、伊6は魚雷1本を発射するも、魚雷はPT-150の艇首の下を通過した。14日、ラバウルに向かう途中、オロ湾への空襲で撃墜された第751航空隊所属の一式陸上攻撃機の搭乗員達の救助に向かい、ブナから60浬沖の地点で搭乗員2名を救助した。任務完了後、伊6はラバウルへ移動し、救助した搭乗員達を降ろした。
到着後、兵器5.1トン、弾薬5.4トン、食糧4.6トンと便乗者31名を乗せてラバウルを出港し、21日にラエに到着。輸送物資と便乗者を降ろし、かわりに便乗者40名を乗せて出港し、ラバウルに戻った。到着後、兵器及び薬、計4.3トン、衣類2トン、食糧18トン、大発1隻と便乗者23名を乗せてラバウルを出港し、28日にラエに到着。輸送物資と便乗者を降ろした後出港し、6月1日にトラックに到着した。2日にトラックを出港し、8日に横須賀に到着して整備を受ける。

### アリューシャン方面での行動
7月2日、伊6はキスカ島撤退作戦に参加するため横須賀を出港し、幌筵に寄港した後、キスカ島方面に向かう。17日から19日にかけて、キスカ島北北東沖合を哨戒。途中3回ほど米駆逐艦を発見するも、攻撃することはできなかった。8月4日、伊6は幌筵に到着。16日、幌筵を出港してキスカ島方面に進出。9月3日、幌筵に到着。5日に幌筵を出港し、10日に横須賀に到着して修理を受ける。

### 南東方面での行動
10月30日、伊6は横須賀を出港し、ラバウルに寄港。シオへの輸送任務に4回従事する。最初の2回は順調だったが、3回目では揚陸中の12月18日、米軍機の空爆を受けたため、若干の荷物を艦内に残したまま帰投。4回目では、任務を終えて帰投中の27日早朝、米魚雷艇に発見されて爆雷攻撃を受けたほか、その後米軍機の空爆を受けるも、損害を受けることなく帰投することに成功した。同日、グロスター岬付近で敵輸送船団を発見する。28日から1944年1月1日までダンピア海峡で哨戒を行った後、ラバウルに戻った。
4日、伊6は輸送物資を乗せてラバウルを出港。6日にニューブリテン島イボキに到着し、輸送物資を下ろした後出港し、10日にラバウルに到着した。17日、輸送物資を乗せてラバウルを出港。19日にイボキに到着し、輸送物資を下ろした後出港し、21日にラバウルに到着した。28日、輸送物資を乗せてラバウルを出港。30日にイボキに到着するも、地図にない暗礁に触れて推進器が損傷。輸送物資を乗せたまま2月1日にラバウルに到着した。同日、第7潜水隊は第6艦隊に復帰する。
その後、スルミ輸送を1回行い、13日に重機関銃12基と弾薬を積んでラバウルを出港。17日にロレンガウに到着して積荷を揚陸した後出港。29日に横須賀に到着して整備を受ける。
6月16日、伊6はサイパン島に向かうべく横須賀を出港していくのを最後に消息不明。
アメリカ側にも記録はなく、沈没原因は不明である。艦長の普門正三少佐以下乗員104名全員行方不明(戦死認定)。
7月13日、サイパン方面で沈没したものと認定され、1944年（昭和19年）9月10日除籍。
撃沈総数は4隻で、撃沈トン数は11,621トンである。撃破総数は1隻で、撃破トン数は49,552トンである。

## 略歴
- 1935年5月15日 神戸川崎造船所にて竣工、横須賀鎮守府籍
- 1940年11月15日 第6艦隊第2潜水戦隊第8潜水隊に編入
- 1941年11月16日 横須賀出港、ハワイ作戦に参加
- 1942年1月12日 ハワイ南西で米空母サラトガを雷撃、魚雷1本命中
  - 2月14日 横須賀出港、ジャワ、インド洋方面へ進出。ボンベク沖で貨物船2隻撃沈。
  - 6月20日 横須賀出港、アリューシャン方面へ進出
- 1943年2月26日 横須賀出港、豪州東岸にて機雷敷設
  - 4月4日 ラバウル出港、ラエへの輸送任務を以後9回
  - 7月1日 横須賀出港、キスカ島撤退作戦支援
  - 10月30日 横須賀出港、ラバウルに進出して輸送任務に従事
- 1944年6月16日 横須賀出港、サイパンへ向かうも、消息不明。
  - 7月1日 伊6へ向けて打電がされるも、応答はなかった。
  - 7月13日 同日沈没認定。104名全員戦死認定
  - 9月10日 除籍

## 潜水隊の変遷
横須賀鎮守府籍の伊6は巡潜1型の伊4、伊5の3隻で1個潜水隊を編成し、横鎮の固有番号を与えられて第8潜水隊を編成した。

### 第八潜水隊
横須賀鎮守府籍の伊6と、巡潜1型の伊4・伊5と、第7潜水隊所属の伊3で編成。太平洋戦争ではハワイ・アリューシャン・インド洋で哨戒・輸送任務に従事した。昭和15年11月15日に伊3が第7潜水隊に編入され、2年後の昭和17年8月20日に隊自体も解隊されて所属艦は第7潜水隊に編入された。
1930年(昭和5年)8月1日：伊3、伊4で編成。第8潜水隊司令横山菅雄中佐。横須賀鎮守府部隊
1930年(昭和5年)12月1日：第一艦隊第1潜水戦隊。
1931年(昭和6年)12月1日：第8潜水隊司令高須三二郎大佐。
1932年(昭和7年)7月31日：竣工した伊5を編入。
1932年(昭和7年)12月1日：第8潜水隊司令香宗我部譲中佐。横須賀鎮守府部隊。
1933年(昭和8年)12月1日：第8潜水隊司令高塚省吾大佐。第一艦隊第1潜水戦隊。
1934年(昭和9年)11月1日：第8潜水隊司令佐藤勉中佐。
1935年(昭和10年)5月15日：竣工した伊6を編入。
1935年(昭和10年)11月15日：横須賀鎮守府部隊。
1936年(昭和11年)12月1日：第8潜水隊司令秋山勝三大佐。第一艦隊第1潜水戦隊。
1937年(昭和12年)12月1日：第8潜水隊司令原田覚大佐。
1938年(昭和13年)12月15日：第8潜水隊司令魚住治策大佐。
1939年(昭和14年)11月1日：（兼）第8潜水隊司令小田為清中佐。
1939年(昭和14年)11月15日：小田司令離任。横須賀鎮守府部隊。
1940年(昭和15年)10月15日：第8潜水隊司令三好輝彦大佐。
1940年(昭和15年)11月15日：伊3、第六艦隊第2潜水戦隊第7潜水隊に転出。第六艦隊第2潜水戦隊。
1941年(昭和16年)9月1日：第8潜水隊司令竹崎馨大佐。
1942年(昭和17年)8月20日：解隊。所属艦は第7潜水隊に編入。

## 歴代艦長
※『艦長たちの軍艦史』395-396頁による。階級は就任時のもの。

### 艤装員長
1. 貴島盛次 少佐：1934年8月25日[7] -

### 艦長
1. 貴島盛次 中佐：1935年5月15日 - 5月25日
2. 長井武夫 少佐：1935年5月25日 - 1936年12月1日
3. 岡田有作 中佐：1936年12月1日 - 1937年11月15日[8]
4. 大山豊次郎 少佐：1937年11月15日[8] - 1939年11月1日[9]
5. 永井宏明 中佐：1939年11月1日 - 1940年10月30日[10]
6. 楢原省吾 中佐：1940年10月30日 - 1941年1月31日[11]
7. 稲葉通宗 少佐：1941年1月31日 -
8. 中村省三 少佐：1942年5月23日 -
9. 井筒紋四郎 少佐：1942年12月15日 -
10. 下瀬吉郎 少佐：1943年5月20日 -
11. 篠原茂夫 大尉：1944年4月30日 -
12. 普門正三 少佐：1944年5月27日 - 7月13日戦死認定